# Talty, Texas
Talty là một thị trấn thuộc quận Kaufman, tiểu bang Texas, Hoa Kỳ. Năm 2010, dân số của thị trấn này là 1535 người.

## Dân số
- Dân số năm 2000: 1028 người.
- Dân số năm 2010: 1535 người.